# Bishopsteignton
Bishopsteignton – wieś w Anglii, w hrabstwie Devon, w dystrykcie Teignbridge. W 2001 miejscowość liczyła 2423 mieszkańców.